# Лукаш Ваха
Лукаш Ваха (чеськ. Lukáš Vácha; нар. 13 травня 1989, Прага) — чеський футболіст, півзахисник, в минулому гравець молодіжної збірної Чехії та національної. По завершенні ігрової кар'єри — тренер.
Чемпіон Чехії.

## Клубна кар'єра
Народився 13 травня 1989 року в місті Прага. Вихованець футбольної школи клубу «Славія». Дорослу футбольну кар'єру розпочав 2006 року в основній команді того ж клубу, в якій провів один сезон, взявши участь лише у 1 матчі чемпіонату.
Згодом з 2007 по 2008 рік грав у складі команд клубів «Яблонець» та «Слован», де грав на правах оренди. Згодом повернувся до «Славії».
Протягом 2009–2010 років захищав кольори клубів «Банік» та «Слован», де знов грав на правах оренди. У 2010 році уклав повноцінний контракт зі «Слованом». Відтоді встиг відіграти за ліберецьку команду 62 матчі в національному чемпіонаті.

## Виступи за збірні
У 2004 році дебютував у складі юнацької збірної Чехії, взяв участь у 44 іграх на юнацькому рівні, відзначившись 8 забитими голами.
У 2009 році залучався до складу молодіжної збірної Чехії. На молодіжному рівні зіграв у 18 офіційних матчах, забив 1 гол.

## Титули та досягнення
- Чемпіон Чехії (2):

«Слован»: 2011-12
«Спарта»: 2013-14
- Володар кубка Чехії (1):

«Спарта»: 2013-14
- Володар Суперкубка Чехії (1):

«Спарта»: 2014